# Music from the Merch Desk (2016–2023)
Music from the Merch Desk (2016–2023) - сборник британского электронного музыканта и продюсера Ричарда Дэвида Джеймса под псевдонимом Aphex Twin. Альбом был выпущен без анонса 17 декабря 2024 года на лейбле Warp Records. Сборник включает в себя треки, которые ранее были доступны исключительно на виниле, продаваясь исключительно на определённых концертах в ограниченном тираже. Обложка альбома была взята с пиратской футболки, которая впоследствии была перепродана Warp Records в качестве официального мерча.

## Фон

### 2016 - 2017
Первой эксклюзивной пластинкой стал альбом, продаваемой исключительно на концерте, стал альбом, продававшийся на фестивале в Хьюстоне Day for Night. В качестве мерча в лавках продавалась 12-ти дюймовая пластинка с белой обложкой, логотипами Aphex Twin и Warp Records и текстом Houston, TX 12.17.16. Пластинка содержала всего два трека, изначально не имевших названия, но при переиздании фанаты смогли узнать названия песен: no stillson 6 cirk и no stillson 6 cirk mix2.
27 ноября 2016 года Джеймс был объявлен хедлайнером фестиваля Field Day 2017. Концерт был запланирован на 3 июня 2017 года. Как и в 2016 году, в качестве мерча к концерту продавалась ещё одна 12-дюймовая виниловая пластинка. Пластинка была упакована в зелёный немаркированный конверт, фирменный пакет Aphex Twin и содержала 11 треков.
20 июля 2017 года Ричард открыл свой интернет-магазин, который позволяет поклонникам музыканта приобрести музыку Aphex Twin, включая ранее не изданные песни и London 03.06.17 - ещё один альбом, который можно было приобрести исключительно на концерте в Лондоне. В честь открытие магазина Ричард выложил в сеть 4-трековый EP под названием Orphans.

### 2019 - 2023
Было объявлено, что Джеймс выступит в Printworks 14 сентября 2019 года. В день объявления выступления Джеймс выпустил EP Orphans на виниле вместе с синглом Soundlab20. Дэвид также выступил в The Warehouse Project 20 сентября, во время концерта продавалась четырёхдорожечная виниловая пластинка.
16 июня 2023 года Джеймс выступил на фестивале Sónar в Барселоне. По классике на фестивале была выпущена 10-дюймовая виниловая пластинка с двумя треками: rfc pt8» и afxfm e. 19 сентября Джеймс выступил на фестивале Field Day 2023 года. На концерте продавался лимитированный 12-дюймовый релиз в розовом конверте.

## Музыка
Music from the Merch Desk (2016–2023) описывается как электронный, экспериментальный и танцевальный релиз. В обзоре для The Guardian Джон Доран назвал трек Nightmail «хардкорным боевым оружием конца 90-х» и прокомментировав его «гипнотический вокальный цикл». О треке T13 Quadraverbia N+3 он сказал, что песня содержит «очень весёлый, чрезвычайно флэнжерный гиперпоп». В обзоре также отмечено сходство трека Soundlab20 с песнями в альбоме Syro, а также сходство em2500 M253X с композициями в Drukqs.
В обзоре для Pitchfork Эндрю Райс прокомментировал трек T20A ede 441, назвав его «гиперактивным, как что-то с Drukqs ». Трек rfc pt8, был описан Райсом как «психоделическая кислотная одиссея». В обзоре сборника Алекс Хадсон из Exclaim! обсуждались такие треки, как T16.5 MADMA with nastya, он назвал его «сочным» треком и прокомментировал использование в нем реверберации, напоминающей Selected Ambient Works 85-92.

## Выпуск
Официальный релиз состоялся 17 декабря 2024 года без предварительного объявления на лейбле Warp Records. Обложка сборника была основана на пиратской футболке, которую позже Warp Recordsначали выпускать официально.

## Трек лист
| №                   | Название                                                    | оригинальный альбом   | Длительность |
| ------------------- | ----------------------------------------------------------- | --------------------- | ------------ |
| 1.                  | «no stillson 6 cirk»                                        | Houston, TX 12.17.16  | 10:49        |
| 2.                  | «no stillson 6 cirk mix2»                                   | Houston, TX 12.17.16  | 9:59         |
| 3.                  | «42DIMENSIT3 e3»                                            | London 03.06.17       | 4:42         |
| 4.                  | «MT1T1 bedroom microtune»                                   | London 03.06.17       | 3:48         |
| 5.                  | «T18A pole1»                                                | London 03.06.17       | 3:44         |
| 6.                  | «T03 delta t»                                               | London 03.06.17       | 4:01         |
| 7.                  | «em2500 M253X»                                              | London 03.06.17       | 1:52         |
| 8.                  | «T23 441»                                                   | London 03.06.17       | 2:52         |
| 9.                  | «42DIMENSIT10»                                              | London 03.06.17       | 3:07         |
| 10.                 | «T20A ede 441»                                              | London 03.06.17       | 2:38         |
| 11.                 | «MT1T2 olpedroom»                                           | London 03.06.17       | 1:57         |
| 12.                 | «T47 smodge»                                                | London 03.06.17       | 1:41         |
| 13.                 | «sk8 littletune HS-PC202»                                   | London 03.06.17       | 2:28         |
| 14.                 | «T13 Quadraverbia N+3»                                      | London 03.06.17       | 3:17         |
| 15.                 | «T16.5 MADMA with nastya»                                   | London 03.06.17       | 4:58         |
| 16.                 | «T17 Phase out +3»                                          | London 03.06.17       | 4:25         |
| 17.                 | «15T63 neotek 2h949 +3 [bonus beats]»                       | London 03.06.17       | 1:36         |
| 18.                 | «T08 dx1+5»                                                 | London 03.06.17       | 6:43         |
| 19.                 | «T69T07 stasspa+3»                                          | London 03.06.17       | 5:15         |
| 20.                 | «T05 tx16w marion MT***,e [sketches]»                       | London 03.06.17       | 4:04         |
| 21.                 | «T46 se70 rinseout2 [sketches]»                             | London 03.06.17       | 2:22         |
| 22.                 | «ZT01 [sketch1]»                                            | London 03.06.17       | 3:08         |
| 23.                 | «21TXT1+4 ds8 flngchrods[sketch0.1b]»                       | London 03.06.17       | 3:49         |
| 24.                 | «Spiral Staircase (AFX Remix)» (featuring Luke Vibert, AFX) | London 14.09.2019     | 5:05         |
| 25.                 | «4x Atlantis Take 1»                                        | London 14.09.2019     | 3:49         |
| 26.                 | «Nightmail»                                                 | London 14.09.2019     | 5:04         |
| 27.                 | «Soundlab20»                                                | London 14.09.2019     | 6:57         |
| 28.                 | «pretend analog extmix 2b,e2,ru»                            | Manchester 20.09.2019 | 5:26         |
| 29.                 | «rozzboxv2mam+4»                                            | Manchester 20.09.2019 | 4:33         |
| 30.                 | «umil 25-01»                                                | Manchester 20.09.2019 | 4:47         |
| 31.                 | «midi pipe2c edit, +3»                                      | Manchester 20.09.2019 | 4:09         |
| 32.                 | «rfc pt8»                                                   | Barcelona 16.06.2023  | 4:16         |
| 33.                 | «afxfm e»                                                   | Barcelona 16.06.2023  | 2:57         |
| 34.                 | «korg funk5»                                                | London 19.08.2023     | 3:21         |
| 35.                 | «korg 1b ru,ec,e»                                           | London 19.08.2023     | 3:02         |
| 36.                 | «SOOG e»                                                    | London 19.08.2023     | 3:28         |
| 37.                 | «body pads»                                                 | London 19.08.2023     | 2:53         |
| 38.                 | «dgitne tst1e»                                              | London 19.08.2023     | 2:54         |
| Общая длительность: | Общая длительность:                                         | Общая длительность:   | 155:56       |